# Grote Boek van Lecan
Het Grote Boek van Lecan (Iers: Leabhar (Mór) Leacain) is een Iers manuscript uit de 15e eeuw (schrijftijd: 1397-1418) dat onder andere een groot deel van de verhalen uit de Ulstercyclus bevat. Het wordt bewaard in de Royal Irish Academy.
Het manuscript werd geschreven op vellum, door Ádhamh Ó Cuirnín. Het werd geschreven in het Middel-Iers. Tijdens de restauratie werd bekend dat de pagina's jarenlang onder de modder zaten, waardoor de leesbaarheid aanzienlijk minder werd.
Annalen van Ulster · Boek van Leinster · Boek van Armagh · Cathach van Sint-Columba · Book of Durrow · Lebor na hUidre · Book of Kells · Grote Boek van Lecan · Gele Boek van Lecan